# Bjånesøya
Bjånesøya est une île norvégienne du comté de Hordaland appartenant administrativement à Storebø.

## Description
Rocheuse et couverte de quelques arbres, elle s'étend sur environ 864 m de longueur pour une largeur approximative de 310 m. Reliée à Storebø par une route, elle contient des entreprises et des habitations, deux jetées et des routes goudronnées qui permettent de la parcourir pratiquement entièrement.